# ムーラン＝ラ＝マルシュ
ムーラン＝ラ＝マルシュ （Moulins-la-Marche）は、フランス、ノルマンディー地域圏、オルヌ県のコミューン。

## 地理
コミューンは、カンパーニュ・ダランソン地方とペルシュ地方の北の境界に位置している。モルターニュ＝オー＝ペルシュの北17km、レーグルの南西18km、セーの東24kmのところにある。

## 由来
この土地の名が1050年代にde Molinisとなっていたことが証明されている。これはラテン語のmolinus（石で挽くこと）に由来する。moulinsの地名は製粉と結びついている。封建時代、marcheという言葉は国境地帯を意味した。ここはノルマンディー公国とペルシュ伯領の境界だった。

## 歴史
1823年、ムーラン＝ラ＝マルシュ（1821年の人口768人）は、クールデヴェック（人口95人）、ロンクソー（人口78人）と合併した。
1944年8月17日、レジスタンスのグループと15人のドイツ兵たちの間に、致命的な衝突が起きた。クールトメールを解放した後、レジスタンスのジャン・リンケルは、農夫から警告された。ちょうど彼の農場からドイツ兵たちが出発したばかりだったのだ。すぐにリンケルは6人からなるグループを編成した。レジスタンスたちがドイツ兵たちを確認したとき、彼らは機関銃で武装しており優位であった。レジスタンスたちは死傷し、退却した。

## 人口統計
| 1962年 | 1968年 | 1975年 | 1982年 | 1990年 | 1999年 | 2006年 | 2011年 |
| ------ | ------ | ------ | ------ | ------ | ------ | ------ | ------ |
| 907    | 917    | 846    | 818    | 816    | 774    | 782    | 760    |

参照元:1999年までEHESS、2004年以降INSEE

## 姉妹都市
- シュミッテン、ドイツ